# Соимкотынгъёган
Соимкотынгъёган (устар. Соим-Котыг-Ёган) — река в России, протекает по Нижневартовскому району Ханты-Мансийского АО. Устье реки находится в 122 км по правому берегу реки Котыгъёган. Длина реки составляет 16 км.

## Данные водного реестра
По данным государственного водного реестра России относится к Верхнеобскому бассейновому округу, водохозяйственный участок реки — Вах, речной подбассейн реки — бассейн притоков (Верхней) Оби от Васюгана до Ваха. Речной бассейн реки — (Верхняя) Обь до впадения Иртыша.
Код объекта в государственном водном реестре — 13011000112115200039689.